# Lemnoška Atena
Lemnoška Atena je bil klasični grški kip boginje Atene. Po Pavzaniju (1.28.2) je prvotni bronasti kip ustvaril Fidija približno 450–440 pr. n. št., ko so ga Atenci, ki so živeli na Lemnosu, posvetili  Akropoli v Atenah v Grčiji.
Ni jasno, ali je ostala kakšna kopija. Leta 1891 je Adolf Furtwängler rekonstruiral dva skoraj enaka rimska marmorna kipa, ki ju je razglasil kot kopiji izvirnika in identificiral dve rimski marmorni kopiji glave. Ti dokončani kipi so nastali z združitvijo slabo ohranjene marmorne glave (Dresden) in podobne rimske marmorne glave iz mavca iz zbirke Pelagia Palagija (Bologna) ter para enakih teles v Dresdnu. Obe rekonstrukciji in dodatki so bili sporni.
Te skulpture so:
- dve popolni rekonstrukciji (A in B) v muzeju Staatliche, Albertinum, Dresden, s telesoma, ki so ju kupili leta 1728 iz Chigijeve zbirke v Rimu, Italija;
- glava Palagi v Arheološkem muzeju v Bologni, Italija;
- glava te vrste, ki je v Pozzuoliju, je ohranjena v Arheološkem muzeju Campi Phlegraei. [1]

Rekonstruirani kipi so mešanica dveh rimskih marmorjev, enega za glavo in drugega za telo. Atena nosi nenavaden, navzkrižno zasukan agis (Zevsov in Atenin ščit ali predpasnik, narejen iz kože koze, ki jih je hranila, v sredini ima Gorgonino glavo), okrašen z glavo Gorgone. Ima nepokrito glavo, brez ščita, drži čelado v svoji iztegnjeni desni roki, z levico grabi svoje kopje.
Furtwänglerjeva prepoznava izvirne Lemnoške Atene z dresdenskimi kipi in glavo Palagi  je temeljila na študiji gravirane geme in razlagi odlomkov Pavzanija, Lukijana in Himerija: 
- Pavzanij 1.28.2:

Pavzanij opisuje Lemnoško Ateno v svojem delu Vodič po Grčiji kot najbolj vredno ogleda Fidijevega dela in je zapisal, da je bil kip Atene imenovan po njenih darovalcih (grško Τῶν ἔργων τῶν Φειδίου θέας μάλιστα ἄξιον Ἀθηνᾶς ἄγαλμα ἀπὸ τῶν ἀναθέντων καλουμένης Λημνίας) 
Morda je imel Plinij starejši ta kip v mislih, ko je zapisal, da je Fidija ustvaril tako uspešen kip Atene, da je dobil vzdevek forma.
- Lukijan, Imagines 4 in 6:

(4) Lukijan: "Od vseh Fidijevih del, ki jih najbolj hvalite?"
Polistrat: "Katera, če ne Lemnoška, na katero je mislil, ko je vpisal njeno ime, ali Amazonka, ki se naslanja na svoje kopje?"
...
(6) Od Afrodite iz Knida bo kipar  vzel le glavo, ... pustil lase, čelo in to čudovito črto obrvi, tako kot jih je pripravil Praksitel, in tekoč, a jasen in čudovit pogled, oči ostanejo, kot jih je zasnoval Praksitel. Toda on bo vzel krivulje obraza in prednji del obraza od Alkamene [Afrodite] v vrtovih, roke, graciozna zapestja in voljne, zapirajoče prste. Ampak obris obraza, njeno mehkobo in njeno dobro razmerje z nosom bo priskrbela Fidijeva Lemnoška Atena, ki bo prav tako poskrbela za srečanje ustnic in vratu, vzetih od Amazonke.
- Himerij, Oratio 68.4 (Colonna):

Fidija ni vedno naredil podobe Zevsa, prav tako ni vedno Atene oborožil v bronu, ampak je svojo umetnost obrnil na druge bogove in okrasil obraze mladenk z rdečim rdečilom, tako da bi namesto čelade to prekril z lepoto boginje.
Furtwänglerjeva logika je bila sporna. "Hartswick je pokazal, da glava Palagi v Bologni ne more pripadati dresdenskemu kipu B , da bi lahko bila gema pouadarjena in da so viri neznosno nejasni." (Stewart) Nekateri Hartwickovi sklepi so bili sporni, to je, da je dresdenska glava A tuja in da je celoten palagi hadrijanska vrsta. Stewart opozarja: "Torej medtem ko tip ostaja nedotaknjen in očitno Fidijev, so nadaljnje hipoteze Furtwänglerja o njeni identiteti in datumu (451-448) še vedno nejasni."